# باشگاه والیبال ایندیکپل آزتس اولشتین
باشگاه والیبال ایندیکپل آزتس اولشتین (به انگلیسی: Indykpol AZS Olsztyn) یک باشگاه حرفه‌ای والیبال مستقر در اولشتین، لهستان است که در پلاس لیگا حضور دارد. اولشتین از باشگاه‌های ریشه دار لهستان محسوب می‌شود.

## دست‌آوردها
پلاس لیگا
- قهرمان (۵) - ۱۹۷۳، ۱۹۷۶، ۱۹۷۸، ۱۹۹۱، ۱۹۹۲
- نایب قهرمان (۸) - ۱۹۷۲، ۱۹۷۴، ۱۹۷۷، ۱۹۸۰، ۱۹۸۹، ۱۹۹۳، ۲۰۰۴، ۲۰۰۵
- سوم (۷) - ۱۹۷۱، ۱۹۷۵، ۱۹۸۲، ۱۹۸۳، ۱۹۸۵، ۱۹۹۰، ۲۰۰۶، ۲۰۰۷